# Ketagalan

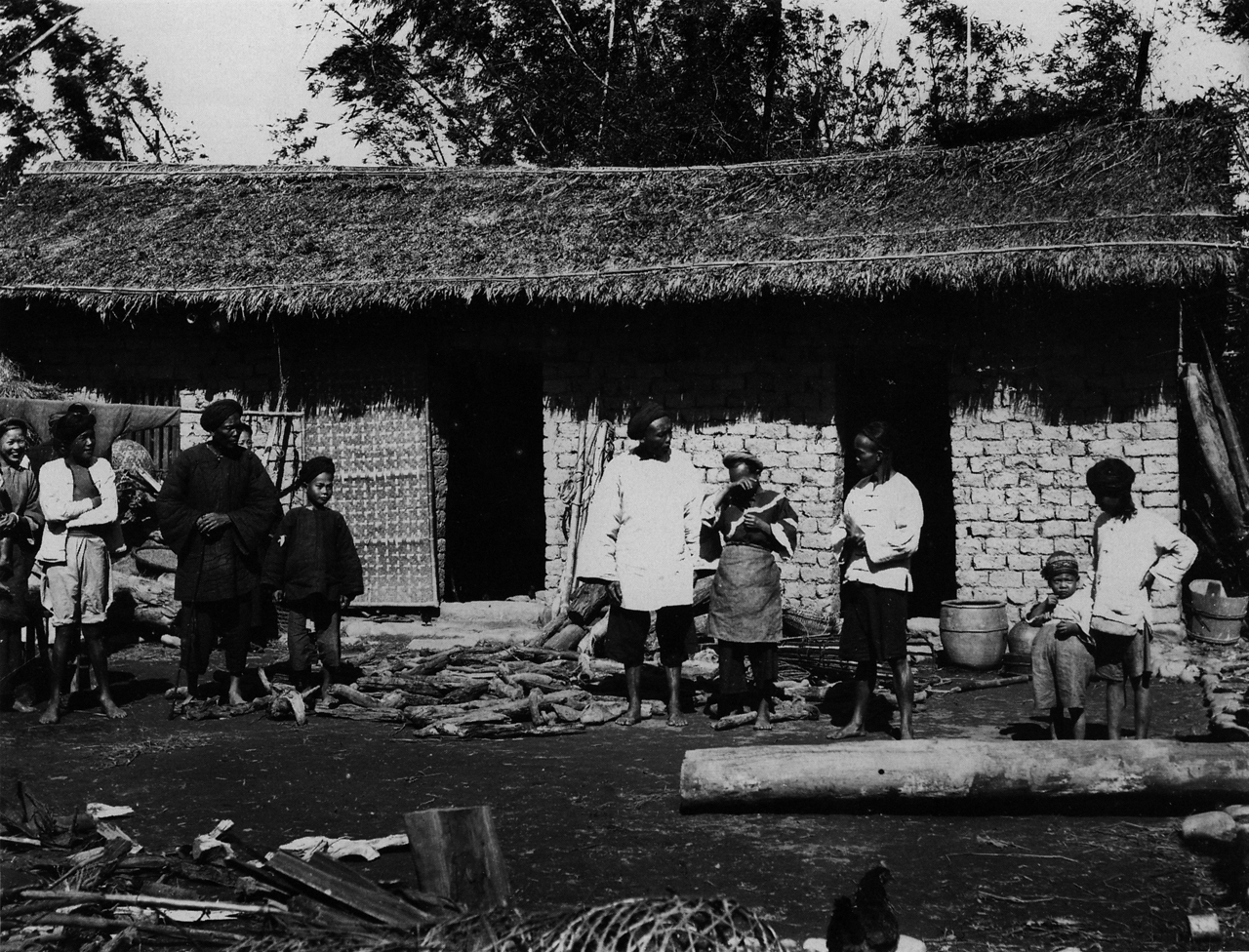
Ketagalan en 1897

Les Ketagalan, ou Ketangalan, en caractères chinois 凱達格蘭, étaient une des populations aborigènes de Taiwan. Ils habitaient l'actuel bassin de Taipei (en).
En 1996, l'artère qui mène du palais présidentiel à la Porte de l'Est à Taipei, qui s'appelait alors « Boulevard Longue vie à Chiang Kai-shek » (介壽路), a été rebaptisée « Boulevard Ketagalan » (凱達格蘭大道) par le maire de l'époque, Chen Shui-bian, en l'honneur de cette population.

## Langue
La langue des Ketagalan, qui appartenait à la branche formosane des langues austronésiennes, est aujourd'hui éteinte.